# روبرت إف. سميث (مستثمر)
روبرت فريدريك سميث (ولد في 1 ديسمبر عام 1962)، هو رجل أعمال أمريكي وصاحب أعمال خيرية ومهندس كيميائي ومستثمر. هو المؤسس والرئيس والمدير التنفيذي لشركة الاستثمار فيستا إكويتي بارتنرز (فيستا للشركاء المساهمين). اختارت مجلة فوربس، سميث ليكون ضمن لوائحها العديدة المتعلقة بالأعمال، من ضمنهم لائحة أعظم مئة عقل تجاري على قيد الحياة، ولائحة أثرى الأشخاص في أميركا. في عام 2019، تعهد بإلغاء 34 مليون دولار، وهي عبارة عن ديون متعلقة بالقروض الطلابية لصف تخرج كلية مورهاوس في تلك السنة. بناءً على هذا التعهد، اختير ليكون «إداريّ العام» في جوائز بيتشبوك للأسهم الخاصة لعام 2019، التي تُميّز الأفراد العاملين في مجال الأسهم الخاصة ممن قدموا تبرعات كبيرة. يُعتبر أحد الشخصيات الخمسين الذين «حددوا سمات العام 2019» حسب لائحة بلومبرغ لخمسين شخصية مؤثرة.

## سيرته المهنية
عمل سميث في شركة جوديير للإطارات والمطاط وشركة المنتجات الغازية والكيماويات ولاحقًا في غذائيات كرافت (كرافت فودز) كمهندس كيميائي، حصل هناك على براءتَي اختراع أمريكيتين وأخريين أوروبيتين. من عام 1994 إلى عام 2000، عمل لدى غولدمان ساكس في الخدمات المصرفية للاستثمار في مجال التكنولوجيا، بدايةً في مدينة نيويورك وبعدها في وادي السيليكون. قدم المشورة لشركات مثل آبل ومايكروسوفت بشأن عمليات الاندماج والاستحواذ. في عام 2018، أُدرج سميث في لائحة النظام الجديد الخاصة بمجلة فانيتي فير، والتي هي عبارة عن تصنيف سنوي للأفراد الذين قدموا ابتكارات تجارية ذات تأثير كبير.

## فيستا إكويتي بارتنرز
في عام 2000، أسس سميث شركة فيستا إكويتي بارتنرز، وهي شركة ذات صندوق استثمار قائم على الأسهم الخاصة ورأس المال المُجازف، كان سميث مؤسسها الأصلي ورئيسها ومديرها التنفيذي. بحلول عام 2019، امتلكت فيستا أكثر من 46 مليار دولار على شكل التزامات رأسمالية تراكمية، وتمتلك أكثر من 50 شركة برمجيات و60,000 موظف حول العالم، مما يجعل منها رابع أكبر شركة لبرمجيات المؤسسات بعد مايكروسوفت وأوراكل وساب إس إي. ركزت فيستا بشكل خاص على قطاعات برمجيات المؤسسات والبيانات والتكنولوجيا. من ضمن مجموعة شركات فيستا: فيناسترا وتيبكو وسوليرا وإنفوبلوكس وميديا أوشن وفيرتافور وبينغ آيدنتيتي وليثيوم وسيفينت والهيئة الاستشارية للتعليم (إي إيه بي) وداتو.
في شهر أكتوبر عام 2014، أغلقت فيستا صندوق تمويلها الخامس على 5.8 مليار دولار.
في شهر أكتوبر عام 2015، اختيرت فيستا إكويتي بارتنرز الشركة الأفضل أداءً من بين شركات الأسهم الخاصة لآخر عشر سنوات، وفقًا لتصنيف هيك – داو جونز (تصنيفات المدرسة العليا للتجارة بالتعاون مع شركة داو جونز) الذي أجراه البروفيسور أوليفر غوتشالغ. تفيد بريكن، وهي شركة استشارية متابعة لهذا المجال، بأن صندوق تمويل فيستا الثالث حقق عائدًا قدره 2.46 دولار لكل دولار مُستثمَر، أفضل من أي تمويل كبير آخر جُمع بين عام 2006 و2010، وهي سنوات ازدهار الأسهم الخاصة.
في عام 2017، أُفيد بأن شركة فيستا تملك 30 مليار دولار خاضعة للإدارة، واختير سميث ليحمل لقب مُغيّر قواعد تعاملات الأسهم الخاصة عالميًا لعام 2016.
في شهر مايو عام 2019، قدمت شركة فيستا عرضًا لشراء كانتار، شركة تجارية لتحليل البيانات تملكها شركة دبليو بّي بّي.
أطلقت جوائز بيتشبوك للأسهم الخاصة لعام 2019، على شركة فيستا اسم «مبرمة صفقات العام» تقديرًا لأدائها «البارز للغاية» «باعتبارها أنجزت سلسلة من الصفقات الكبيرة، وجمعت أكبر صندوق تمويل لها حتى تاريخه و – في سابقة – حولت شركة استثمار من ملكية خاصة إلى عامة».

## العمل الخيري والمناصب العامة
سميث هو رئيس مجلس إدارة قاعة كارنيجي؛ هو أول أمريكي من أصل أفريقي يستلم هذا المنصب.
سميث هو المدير المؤسس ورئيس مؤسسة التمويل الثاني. في ظل قيادته، استثمرت مؤسسة التمويل الثاني في منظمات مثل كورنيل وصندوق كلية نيغرو المتحدة (أو الصندوق المتحد) ومؤسسة الحدائق الوطنية ومؤسسة سوزان جي. كومن وحماية الحياة البرية على مستوى العالم، وهم من بين منظمات عديدة أخرى.
هو رئيس منظمة روبرت إف. كينيدي لحقوق الإنسان، وعضو مجلس مشرفي كلية كولومبيا للأعمال، وعضو مجلس كلية كورنيل للهندسة، وأمين نوادي فتيان وفتيات (بويز أند غيرلز) سان فرانسيسكو.
في عام 2018، كان سميث صاحب أكبر تبرع فردي في حفل مدينة الأمل الخيري، يرصد أموالًا لعلاج سرطان البروستات عند الرجال السود وبحوث سرطان الثدي عند النساء السوداوات. تبرع سميث أيضًا بنحو 2.5 مليون دولار لمؤسسة سرطان البروستات من أجل تطوير بحوث سرطان البروستات عند الرجال الأمريكيين ذوي الأصل الأفريقي. أيضًا، في عام 2018، تبرع سميث بمليون دولار لمركز العروض الثقافية في حديقة ديني فارل ريفربانك في هارلم، الذي سمي فيما بعد مركز روبرت فريدريك سميث للفنون الاستعراضية تقديرًا لعطاءه.
اختير سميث واحدًا من «50 شخصية تقدم أعمال خيرية» من قِبل مجلة وقائع العمل الخيري عام 2017. في شهر مايو عام 2017، أعلنت حملة تعهد العطاء أن سميث قد انضم إلى صفوفها كأول مُوقّع أمريكي من أصل أفريقي فيها. سميث هو عضو مجلس إدارة متحف منزل لويس أرمسترونغ، المنزل الوحيد في البلاد المحفوظ كما هو لموسيقيّ جاز، يدير هذا المجلس مجموعات الأبحاث الخاصة بلويس أرمسترونغ، وهي أكبر أرشيف عزف وغناء منفرد لموسيقيّ جاز في العالم. في ظل قيادة لويس لمؤسسة التمويل الثاني، حوّلَ المتحف المجموعة الكاملة التي تركها أرمسترونغ خلفه، إلى إصدار رقمي وجعلها متاحة للعامة.